# Blockbuster (Pharmazie)
Als Blockbuster bezeichnet man ein auf dem Pharmamarkt besonders erfolgreiches Medikament, das jährlich einen Umsatz von mehr als einer Milliarde US-Dollar erzielt.

## Firmenstrategie
Blockbuster werden im Rahmen einer Firmenstrategie entwickelt: Da die Kosten für die Pharmaforschung zur Entdeckung eines neuen Wirkstoffes und dessen Zulassung etwa 800 Millionen US-Dollar betragen, ist es eine mögliche Strategie, sich auf Wirkstoffe zu konzentrieren, die ein hohes Marktpotential haben.
Ein hohes Marktpotential haben Medikamente gegen Volkskrankheiten. Beispielsweise wurde 2002 in den Therapiegebieten Herz-Kreislauf und Erkrankungen des zentralen Nervensystems ein Umsatz von 57 Milliarden US-Dollar erzielt.
Dem hohen Umsatz eines Blockbusters steht die Gefahr gegenüber, finanziell vom Erfolg der Blockbuster abhängig zu sein. So bricht der Umsatz eines Medikamentes regelmäßig ein, wenn das Patent nach 20 Jahren abläuft (bei durchschnittlich acht bis zehn Jahren Vermarktungszeit). Beispielsweise betrug der Umsatzanteil von Prozac im Jahr 2000 bei Eli Lilly 24 %. Als das Patent 2001 auslief, fiel der Umsatz für Prozac von 2,2 Milliarden auf 400 Millionen US-Dollar, weil Generika auf den Markt kamen, die denselben Wirkstoff enthielten, aber preiswerter waren. Auch kann es vorkommen, dass ein Medikament vom Markt genommen werden muss, wie im Fall von Lipobay.
Ein weiteres dramatisches Beispiel ist die Umsatzentwicklung der BioNTech SE: BioNTechs Umsatz im Jahr 2023 betrug „nur noch“ 3,82 Milliarden Euro – ein Rückgang von 78 Prozent im Vergleich zum vorhergehenden Jahr (17,3 Milliarden Euro). Der mRNA-Impfstoff Comirnaty ist zweifellos weiterhin ein Blockbuster, aber auch das einzige Medikament von BioNTech.

## Marktüberblick
Die nachfolgende Tabelle zeigt die zehn Medikamente mit dem höchsten Umsätzen im Jahr 2010:
| Handelsname      | Firma                               | Wirkstoff             | Umsatz im Jahr 2010 (Mrd. US-Dollar) |
| ---------------- | ----------------------------------- | --------------------- | ------------------------------------ |
| Lipitor/Sortis   | Pfizer                              | Atorvastatin          | 11,8                                 |
| Plavix/Iscover   | Bristol-Myers Squibb/Sanofi-Aventis | Clopidogrel           | 8,9                                  |
| Seretide/Advair  | GlaxoSmithKline                     | Salmeterol/Fluticason | 7,9                                  |
| Remicade         | Centocor                            | Infliximab            | 7,8                                  |
| Enbrel           | Amgen                               | Etanercept            | 7,2                                  |
| Abilify          | Ōtsuka Pharmaceutical Co.           | Aripiprazol           | 6,6                                  |
| Humira           | Abbott Laboratories                 | Adalimumab            | 6,5                                  |
| Mabthera/Rituxan | Roche                               | Rituximab             | 6,3                                  |
| Avastin          | Roche                               | Bevacizumab           | 6,2                                  |
| Diovan           | Novartis                            | Valsartan             | 6,1                                  |